# 깃토선
깃토선(일본어: 吉都線)은 일본 가고시마현 아이라군 유스이정의 요시마쓰역부터 미야자키현 미야코노조시의 미야코노조역에 이르는 규슈 여객철도의 철도 노선(지방 교통선)이다. 히사쓰 선 야쓰시로역 - 요시마쓰 역과 아울러서 에비노 고원 선의 애칭이 붙여지고 있다.
기리시마산의 북동쪽을 도는 미야자키 서부의 에비노시 · 고바야시시와 남부의 미야코노조 시, 그리고 현도 미야자키시 및 가고시마를 연결하고 있다. 미야코노조 - 햐아토 간이 개통하기까지 여기가 닛포 본선이었던 시기가 있다. 또한, 1974년부터 1980년까지 하카타 - 미야자키 간의 특급 '오요도', 1959년부터 2000년까지 구마모토 - 미야자키 간에 급행 '에비노'(당초는 준 급행)가 경유해, 히사쓰 선과 함께 나카큐슈와 미나미큐슈를 연결하는 역할도 가지고 있다.

## 노선 정보
- 관할 (사업 종별) : 규슈 여객철도 (제 1 종 철도사업자)\
- 노선거리 (영업거리) : 61.6km
- 궤간 : 1067mm
- 역 수 : 17
  - 깃토 선 소속 역으로 한정된 경우, 기 · 종점 역(요시마쓰 역은 히사쓰 선, 미야코노조 역은 닛포 본선의 소속)이 제외되어, 15역이 된다.
- 복선 구간 : 없음 (전 노선 단선)
- 전선화 구간 : 없음 (전 노선 비 전선화)
- 폐색방식 : 특수 자동 폐색식 (전자 부호 조사식)

전 노선이 규슈 여객철도 가고시마 지사의 관할이다.

## 역 목록
| 역명           | 일어 역명  | 역간 거리 | 영업 거리 | 접속 노선                        | 소재지                       | 소재지                       | 소재지                       |
| -------------- | ---------- | --------- | --------- | -------------------------------- | ---------------------------- | ---------------------------- | ---------------------------- |
| 요시마쓰       | 吉松       | -         | 0.0       | 히사쓰 선 (하야토 방면으로 운행) | 가고시마현 아이라군 유스이정 | 가고시마현 아이라군 유스이정 | 가고시마현 아이라군 유스이정 |
| 쓰루마루       | 鶴丸       | 2.6       | 2.6       |                                  | 가고시마현 아이라군 유스이정 | 가고시마현 아이라군 유스이정 | 가고시마현 아이라군 유스이정 |
| 교마치온센     | 京町温泉   | 2.4       | 5.0       | 미야자키현                       | 에비노시                     | 에비노시                     |                              |
| 에비노         | えびの     | 4.6       | 9.6       | 미야자키현                       | 에비노시                     | 에비노시                     |                              |
| 에비노우와에   | えびの上江 | 3.4       | 13.0      | 미야자키현                       | 에비노시                     | 에비노시                     |                              |
| 에비노이노     | えびの飯野 | 2.0       | 15.0      | 미야자키현                       | 에비노시                     | 에비노시                     |                              |
| 니시코바야시   | 西小林     | 5.6       | 20.6      | 미야자키현                       | 고바야시시                   | 고바야시시                   |                              |
| 고바야시       | 小林       | 6.2       | 26.8      | 미야자키현                       | 고바야시시                   | 고바야시시                   |                              |
| 히로와라       | 広原       | 4.0       | 30.8      | 미야자키현                       | 니시모로카타군 다카하루정    | 니시모로카타군 다카하루정    |                              |
| 다카하루       | 高原       | 4.0       | 34.8      | 미야자키현                       | 니시모로카타군 다카하루정    | 니시모로카타군 다카하루정    |                              |
| 휴가마에다     | 日向前田   | 4.6       | 39.4      | 미야자키현                       | 미야코노조시                 | 미야코노조시                 |                              |
| 다카사키신덴   | 高崎新田   | 4.4       | 43.8      | 미야자키현                       | 미야코노조시                 | 미야코노조시                 |                              |
| 히가시타카사키 | 東高崎     | 4.3       | 48.1      | 미야자키현                       | 미야코노조시                 | 미야코노조시                 |                              |
| 만가쓰카       | 万ヶ塚     | 2.9       | 51.0      | 미야자키현                       | 미야코노조시                 | 미야코노조시                 |                              |
| 다니가시라     | 谷頭       | 3.5       | 54.5      | 미야자키현                       | 미야코노조시                 | 미야코노조시                 |                              |
| 휴가쇼나이     | 日向庄内   | 3.0       | 57.5      | 미야자키현                       | 미야코노조시                 | 미야코노조시                 |                              |
| 미야코노조     | 都城       | 4.1       | 61.6      | 미야자키현                       | 미야코노조시                 | 미야코노조시                 | 닛포 본선                    |